# Porgy and Bess (album de Miles Davis)
Pour les articles homonymes, voir Porgy and Bess (homonymie).
Albums de Miles Davis
Milestones
(1958) Kind of Blue
(1959)
Porgy and Bess est un album studio de jazz de Miles Davis, sorti le 9 mars 1959 chez Columbia Records. L'album est un arrangement de l'opéra Porgy and Bess de George Gershwin par Miles Davis et Gil Evans.
Seconde collaboration des deux musiciens après Miles Ahead (1957), Porgy and Bess est souvent considéré comme un album historique.

## À propos de la musique
En 1958, Miles Davis fait partie des nombreux musiciens frustrés par le bebop : pour lui, la complexité constante des progression d'accords est une entrave à la créativité. Cinq ans plus tôt, en 1953, le pianiste et compositeur George Russell publiait son livre Le Concept chromatique lydien d'organisation tonale, qui proposait une alternative à la pratique de l'improvisation basée sur des accords. Abandonnant les relations entre tonalités majeures et mineures, Russell propose une nouvelle approche basée sur des gammes ou des séries de gammes, connue dans le monde du jazz sous le nom de « modale ». Pour Davis, la méthode de Russell est une alternative aux compositions « épaisses » de son temps car surchargées d'accords. L'approche modale de la composition, s'appuyant sur des gammes et des modes, est ainsi un « retour à la mélodie » :
Début 1958, sous l'influence des idées de Russell, Davis commence à utiliser cette approche modale avec son sextet. Sa première composition modale, basée sur deux modes, est le morceau-titre de l'album Milestones, enregistré le 4 mars 1958. La seconde collaboration de Davis avec Gil Evans sur Porgy and Bess est l'opportunité de pousser plus les expérimentations sur les concepts de Russell et sur le jeu third stream.

« Quand Gil [Evans] a écrit les arrangements de I Loves You, Porgy, il ne m'a écrit que quelques gammes, pas d'accords... Ça donne bien plus de liberté et d'espace pour entendre des choses... Il y a moins d'accords, mais des possibilités infinies sur ce qu'on peut en faire. Les compositeurs classiques ont écrit comme ça depuis des années, mais c'est encore rare dans le jazz. »

— (en) Nat Hentoff, « An Afternoon with Miles Davis », The Jazz Review,‎ décembre 1958.
Forts du succès critique et public de Miles Ahead, Columbia Records accorde une grande liberté artistique au duo Miles Davis/Gil Evans. Au même moment, Otto Preminger et The Samuel Goldwyn Company préparent une adaptation cinématographique de l'opéra de George Gershwin, DuBose Heyward et Ira Gershwin qui sortira en juin 1959. La publicité autour du film est considérable, et avec la mode de la fin des années 1950 d'enregistrer des « versions jazz de... », plusieurs versions jazz de Porgy and Bess voient le jour, allant de la version big band « all-star » de Bill Potts à celle de Bob Crosby.
À la suite de sa première collaboration avec Evans, Davis s'est intéressé à la musique symphonique, qui attirait alors peu de jazzmen, pendant que peu de musiciens classiques interprétaient des partitions de jazz. Davis a néanmoins engagé les membres de son sextet, dont Cannonball Adderley et Paul Chambers.

## Accueil critique
Figurant parmi les plus grosses ventes de Miles Davis, Porgy and Bess a été bien reçu à sa sortie, notamment par The New York Times et le Los Angeles Times.
La réédition de 1997 confirme le statut de monument du jazz orchestral de Porgy and Bess. Pour Robert Gilbert de All About Jazz, « c'est un nombreux grands albums de Miles Davis [...] qui parvient encore aujourd'hui à toucher l'auditeur sur le plan musical et émotionnel. » Le magazine JazzTimes décrit Porgy and Bess comme étant « certainement la meilleure collaboration de Miles et Gil Evans. Evans est à juste titre considéré comme le maître de l'orchestration moderne, et Porgy and Bess le montre à son meilleur. »
L'album fait partie de la liste des « 500 albums qu'il vous faut » d'Elvis Costello, et il occupe la 785e place du All Time Top 1000 Albums de Virgin.

## Titres de l'album
Toutes les compositions sont de George Gershwin, sauf Gone qui est de Gil Evans. Bien que Ira Gershwin et DuBose Heyward ont écrit des paroles pour l'opéra, la musique est ici instrumentale. 
| N°           | Titre                                              | Compositeur     | Date d'enregistrement | Durée |
| ------------ | -------------------------------------------------- | --------------- | --------------------- | ----- |
| Face 1       |                                                    |                 |                       |       |
| 1.           | The Buzzard Song                                   | George Gershwin | 4 mars 1958           | 4:07  |
| 2.           | Bess, You Is My Woman Now (en)                     | George Gershwin | 29 juillet 1958       | 5:10  |
| 3.           | Gone                                               | Gil Evans       | 22 juillet 1958       | 3:37  |
| 4.           | Gone, Gone, Gone                                   | George Gershwin | 22 juillet 1958       | 2/03  |
| 5.           | Summertime                                         | George Gershwin | 4 mars 1958           | 3:17  |
| 6.           | Oh Bess, Oh Where's My Bess                        | George Gershwin | 4 mars 1958           | 4:18  |
| Face 2       |                                                    |                 |                       |       |
| 1.           | Prayer (Oh Doctor Jesus)                           | George Gershwin | 4 mars 1958           | 4:39  |
| 2.           | Fisherman, Strawberry and Devil Crab               | George Gershwin | 29 juillet 1958       | 4:06  |
| 3.           | My Man's Gone Now (en)                             | George Gershwin | 22 juillet 1958       | 6:14  |
| 4.           | It Ain't Necessarily So                            | George Gershwin | 29 juillet 1958       | 4:23  |
| 5.           | Here Come de Honey Man                             | George Gershwin | 29 juillet 1958       | 1:18  |
| 6.           | I Loves You, Porgy (en)                            | George Gershwin | 18 août 1958          | 3:39  |
| 7.           | There's a Boat That's Leaving Soon for New York    | George Gershwin | 4 mars 1958           | 3:23  |
| Bonus tracks | réédition CD de 1997                               |                 |                       |       |
| 1.           | I Loves You, Porgy première prise, seconde version | George Gershwin | 18 août 1958          | 4:14  |
| 2.           | Gone quatrième prise                               | Gil Evans       | 22 juillet 1958       | 3:40  |

## Interprètes
- Miles Davis - trompette, bugle
- Ernie Royal, Bernie Glow (en), Johnny Coles et Louis Mucci (en) - trompette
- Dick Hixon, Frank Rehak (en), Jimmy Cleveland et Joe Bennett - trombone
- Willie Ruff (en), Julius Watkins et Gunther Schuller - cor
- Bill Barber (en) - tuba
- Phil Bodner, Jerome Richardson et Romeo Penque - flûte, flûte alto et clarinette
- Cannonball Adderley - saxophone alto
- Danny Bank (en) - flûte alto et clarinette basse
- Paul Chambers - contrebasse
- Jimmy Cobb - batterie (sauf les pistes 3, 4 et 15)
- Philly Joe Jones - batterie (pistes 3, 4 et 15)
- Gil Evans - arrangeur et chef d'orchestre